# Башмаков, Игорь Николаевич
Башмаков Игорь Николаевич (11 мая 1943, Самарканд, Узбекская ССР, ныне Узбекистан — 15 апреля 2012, Казань, Республика Татарстан) — выдающийся художник монументально-декоративного искусства, народный художник Республики Татарстан, заслуженный деятель искусств Республики Татарстан.

## Биография
Родился в семье художника, окончившего Казанское художественное училище во времена Фешина. После войны семья перебралась в Казань, где прошли детство и юность будущего мастера.
1950—1957 гг. — учёба в Средней школе № 10, Казань.

1956—1960 гг. — учёба в Художественной школе № 1, Казань.

1963—1967 гг. — служба в рядах Советской армии.

В 1968 г. — окончил Казанское художественное училище.

С 1970 по 1976 гг. — учёба на отделении художественной обработки металлов в Московском Высшем художественно-промышленном училище (бывшее Строгановское), Москва.

С 1975 г. — работа главным художником в Художественном Фонде Республики Татарстан, Казань.

С 1982 г. — член Союза художников России и Татарстана.

В 1995 году присвоено звание Заслуженного деятеля искусств Республики Татарстан.

В 2003 году стал лауреатом премии Баки Урманче, в номинации «декоративно-прикладное искусство».

В 2012 году присвоено звание «Народного художника Республики Татарстан».
Участник многих республиканских (в том числе выставки «Большая Волга» с 1970-х годов), региональных, всероссийских и зарубежных выставок.
Участник Международного симпозиума в области художественного металла «Focus in fire» (1994) в США, город Сиэтл.
Участник Всероссийских симпозиумов скульптуры в Казани в 1998 и 2000 годах.
Автор многих скульптурных композиций в Казани, Чистополе, Альметьевске и других городах Республики Татарстан. Его работы придают городам республики неповторимый национальный художественный колорит.
Творчество Башмакова Игоря Николаевича получило широкую признательность за достойный вклад в развитие культуры и искусства в Республике Татарстан.
Его произведения декоративно-прикладного искусства стали украшениями многих музейных экспозиций и части коллекций, часть из которых находятся в музее ИЗО РТ (г. Казань), музее им. М. Горького (г. Казань), музее ИЗО (г. Альметьевск), музее ИЗО (г. Зеленодольск), а также в частных собраниях изобразительного искусства в городах России: Москва, Санкт-Петербург, Львов, Ташкент, Таллинн, Рига, Красноярск; и за рубежом: в США, Англии, Голландии, Германии, Франции, Италии, Индии, Японии и др. странах.
На одном из последних конкурсов весенней ярмарки искусств «Арт-Галерея 2011» в г. Казани, выпускники Казанского художественного училища им. Н. Фешина вместе с преподавателем Башмаковым Игорем Николаевичем отмечены конкурсом первыми и вторыми премиями в области городской скульптуры, в период подготовки города Казани к Всемирной молодежной Универсиаде 2013 года.
Башмаков Игорь Николаевич, совместно с искусствоведом Братчиковой (Биренброодспот) Вероникой Дмитриевной, в 1995 году являлся одним из создателей и бессменным художественным руководителем Творческой мастерской Союза Художников Республики Татарстан «ИРЭК» (Казань), в стенах и мастерами которой были созданы большинство его работ.
Башмаков Игорь Николаевич скончался 15 апреля 2012 года в Казани. Похоронен на Арском кладбище города.

## Основные произведения — скульптуры и произведения монументально-декоративного искусства
- Эмблема Союза художников РТ на здании Художественного фонда РТ, г. Казань (медь, ковка; 1980 г.);
- Светильники в здании Центрального ЗАГСа, г. Казань (алюминий, золочение; 1980 г.);
- Скульптура «Мода средневековья» в здании Дома модельной обуви, г. Казань (медь; 1980 г.);
- Скульптура «Зилант Казанский» в Санатории Казанском, г. Казань (медь, ковка; 1989 г.);
- Скульптура «Тулпар» на Казанском ипподроме, г. Казань (медь, ковка; 1990 г);
- Скульптура «Плавильщик», музей ИЗО РТ, г. Казань (сталь, ковка; 1990 г.);
- Серия светильников («Пасьянс», «Птица», «Казанский», «Розовый» и др.), г. Сиэтл, США (1990 г.);
- «Сердце-солнце» — эмблема Казанского Государственного медицинского университета, г. Казань (медь, ковка; 1990 г.);
- Шпиль и главка Государственного Национального музея РТ, г. Казань (медь, латунь; 1994 г.);
- Люстра и детали камина в здании дворца Президента РТ, Кремль, г. Казань (латунь бронза; 1994 г.);
- Фонари Национального банка РТ, г. Казань (бронза, литье; 1994 г.);
- Фонарь «Казанский», музей ИЗО РТ, г. Казань (медь, ковка; 1995 г.);
- Шпиль на здании Казанского ТЮЗа, г. Казань (медь; 1995 г.);
- Флюгер Юнеско (UNESCO) на башне Казанского Кремля, г. Казань (медь; 1996 г.);
- «Ангел и крест» на башне Раифского монастыря, Раифский монастырь (латунь, медь; 1998 г.);
- Скульптура «Шар» в саду Казанского Государственного Университета, г. Казань (сталь, литье; 1998 г.);
- Скульптура «Карета Екатерины II», ул. Баумана, г. Казань (бронза, литье; 2000 г.);
- Часы на пл. Тукая, г. Казань (медь, ковка; 2000 г.);
- Фонтан «Су-анасы», ул. Баумана, г. Казань (медь, ковка; 2000 г.);
- Шпиль, люстры, бар-колодец для ресторана «Сытый папа», г. Казань (2000 г.);
- Завершие ресторана «Камелот», г. Казань (ковка, 2000 г.);
- Скульптура «Лоза», музей ИЗО РТ, г. Казань (медь; 2000 г.);
- Подсвечники «Герои произведений г. Тукая», Музей ИЗО РТ, г. Казань (медь; 2000 г.);
- Скульптура «Дерево», музей ИЗО РТ, г. Казань (медь; 2003 г.);
- «Лукницкий» — бюст, г. Казань (бронза; 2005 г.);
- Шпиль и ограждение куполов на здании Городской думы, г. Казань (сталь, латунь; 2005 г.);
- Скульптура «Лёд», гостиница «Корстон», г. Казань (нерж. сталь; 2009 г.);
- Скульптура «Кот Казанский», ул. Баумана, г. Казань (алюминий, литье; 2010 г.);
- и многие другие.